# A Sign of the Times
«A Sign of the Times» es una canción compuesta por Tony Hatch y Jackie Trent, grabada y publicada por la cantante británica Petula Clark en 1966.

## Historia
El tema fue grabado en los estudios de Pye Records junto al Marble Arch de Londres y contó con la colaboración del guitarrista Big Jim Sullivan y del grupo vocal británico Breakaways. Fue publicado en marzo de 1966, tras el sencillo "My Love", que había llegado al número 1 de las listas estadounidenses y daría posteriormente título al álbum en el que aparece "Sign of the Times". El tema es una composición del dúo formado por Jackie Trent y Tony Hatch, que ejerció además de productor. 
Clark presentó "A Sign of the Times" en el programa de televisión El Show de Ed Sullivan el 27 de febrero de 1966. El sencillo, debutó en la lista Billboard Hot 100 el 26 de marzo de 1966 y alcanzó el puesto número 11 el 23 de abril de ese mismo año.
Durante las décadas de los 60 y 70 muchas canciones llevaron por título "A Sign of the Times", la mayoría enmarcadas en un contexto político o social de cambio. Sin embargo no es el caso del tema interpretado por Petula Clark, cuya letra trata del cambio a mejor que sufre la intérprete al encontrar una pareja que no la descuida.
El tema fue incluido en la Lista de canciones inapropiadas según Clear Channel Communications tras los atentados del 11 de septiembre de 2001 debido a que su título podría hacer referencia a un presagio sobre el fin del mundo.
"Sign of the Times" dio título al álbum en vivo de 2001 de Petula Clark, grabado durante su gira americana.